# Флаг Гонконга
Флаг специального административного района Гонконг (иер. трад. 香港特別行政區區旗, упр. 香港特别行政区区旗, ютпхин: Hoeng1gong2 dak6bit6 hang4zing3keoi1 keoi1kei4, кант.-рус.: Хёнкон такпит ханчинкхёй кхёйкхей, пиньинь: Xiānggǎng tèbié xíngzhèngqū qūqí, палл.: Сянган тэбе синчжэнцюй цюйци) представляет собой стилизованное изображение пятилепестковой баугинии (Bauhinia blakeana) на красном фоне.
Одобрен 4 апреля 1990 года на 3-й сессии 7-го созыва Всекитайского собрания народных представителей (ВСНК). Использование флага регулируется законами, принятыми на 58-м совещании Государственного совета КНР в Пекине. Оформление флага закреплено в Основном законе Гонконга, конституционном документе территории, а положения об использовании и запрещении использования, надругательстве и изготовлении флага закреплены в указе о региональном флаге и региональной эмблеме. Флаг Гонконга был впервые официально поднят 1 июля 1997 года на церемонии передачи Гонконга КНР, символизируя передачу суверенитета.

## Оформление

### Символизм

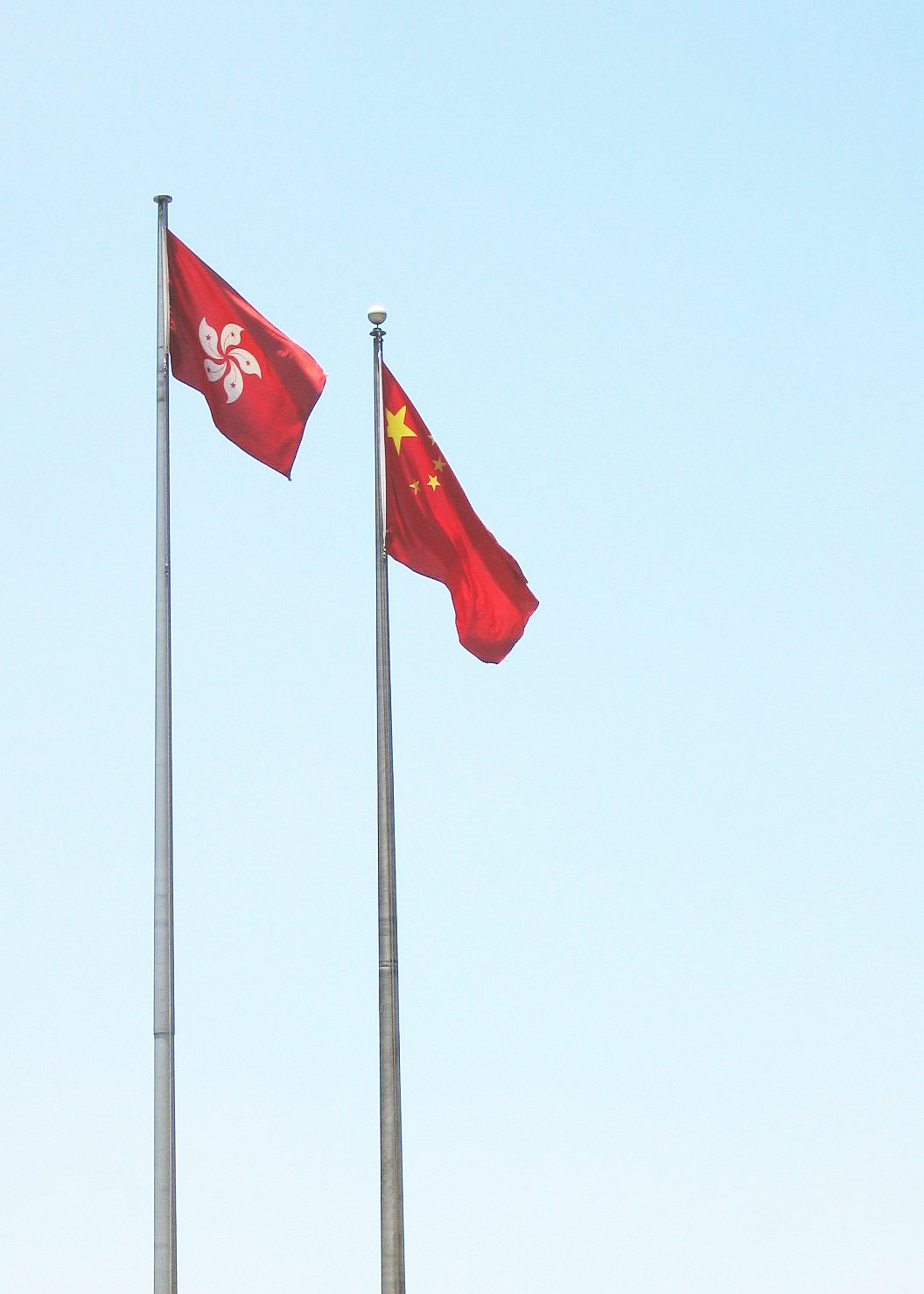
Флаг Гонконга, развевающийся вместе с флагом КНР

Оформление флага несёт культурное, политическое и региональное значения. Цвет сам по себе значителен; красный — праздничный цвет китайского народа, используемый для передачи смысла празднования и национализма. Кроме того, красный цвет идентичен используемому в флаге КНР, что подчёркивает восстановленную связь между постколониальным Гонконгом и Китаем. Сочетание красного и белого цветов на флаге символизирует идею «одна страна, две системы», применяемую в Гонконге. Стилизованное изображение цветка Bauhinia blakeana, впервые найденного в Гонконге, призвано служить символом согласия для этой дихотомии. Пять звёзд китайского флага повторены на лепестках цветка.
Перед принятием флага председатель Редакционной комиссии Основного закона Гонконга объяснил важность оформления флага ВСНК:

Региональный флаг представляет собой пять лепестков баугинии, каждая — со звездой в центре, на красном фоне. Красный флаг представляет отечество, а баугиния представляет Гонконг. Конструкция флага выражает собой, что Гонконг — неотторгаемая часть Китая, процветающая в объятиях отчизны. Пять звёзд на цветке символизируют факт, что все соотечественники Гонконга любят свою родину, в то время как красный и белый цвета олицетворяют принцип «одна страна, две системы».
Оригинальный текст (англ.)The regional flag carries a design of five bauhinia petals, each with a star in the middle, on a red background.  The red flag represents the motherland and the bauhinia represents Hong Kong.  The design implies that Hong Kong is an inalienable part of China and prospers in the embrace of the motherland.  The five stars on the flower symbolize the fact that all Hong Kong compatriots love their motherland, while the red and white colours embody the principle of "one country, two systems".

### Конструкция
Правительство Гонконга определило размеры, цвета и производственные параметры, в соответствии с которыми должен воспроизводиться флаг. Фон прямоугольного флага — красный того же оттенка, что используется во флаге КНР. Отношение его длины к ширине — 1,5. В центре флага — стилизованное изображение белой пятилепестковой баугинии Bauhinia blakeana. Цветок должен очерчивать круг диаметром в 0,6 от высоты флага. Лепестки расходятся из центральной точки флага лучами наружу и указывают по часовой стрелке. Каждый из лепестков цветка несёт пятиконечную красную звезду, символ коммунизма и социализма, в сочетании с красной линией, напоминающей тычинку цветка. Красная линия разделяет каждый лепесток на две части. Полоса, используемая для крепления древка, является белой.

### Размер
Данная таблица включает в себя все официальные размеры флага. Размеры, отличающиеся от данного списка, считаются нестандартными. Если флаг не официального размера, он должен быть уменьшен или увеличен до версии официального размера.
| Размер                          | Длина и ширина в сантиметрах |
| ------------------------------- | ---------------------------- |
| 1                               | 288 × 192                    |
| 2                               | 240 × 160                    |
| 3                               | 192 × 128                    |
| 4                               | 144 × 96                     |
| 5                               | 96 × 64                      |
| Флаг на автомобилях             | 30 × 20                      |
| Флаг для церемоний подписания   | 21 × 14                      |
| Флаг для настольных компьютеров | 15 × 10                      |

### Цвета
Ниже представлены приближённые цвета флага Гонконга в различных цветовых моделях. В цветах HTML они представлены в шестнадцатеричной цветовой модели, CMYK (основано на официальных файлах с сайта протокола Гонконга), цветах краск, HSL и Пантоне.
| Цвет    | HTML    | CMYK      | Цвет краски                     | HSL              | Pantone |
| ------- | ------- | --------- | ------------------------------- | ---------------- | ------- |
| Красный | #de2910 | 0-87-99-0 | Китайский красный (chinese red) | 0°, 100 %, 50 %  | 186     |
| Белый   | #FFFFFF | 0-0-0-0   | Белый (white)                   | 0°, 100 %, 100 % |         |

### Производственные параметры
Указ о региональном флаге и региональной эмблеме оговаривает, что флаг Гонконга должен производиться согласно спецификациям. Если флаг не производится в соответствии с ними, секретарь юстиции может просить у Окружного суда судебный запрет на производство флагов физическому или юридическому лицу. Если Окружной суд согласится, что флаги не соответствуют требованиям, он может дать запрет и ордер на то, чтобы флаги и материалы, используемые для их производства, были конфискованы правительством.

## Использование

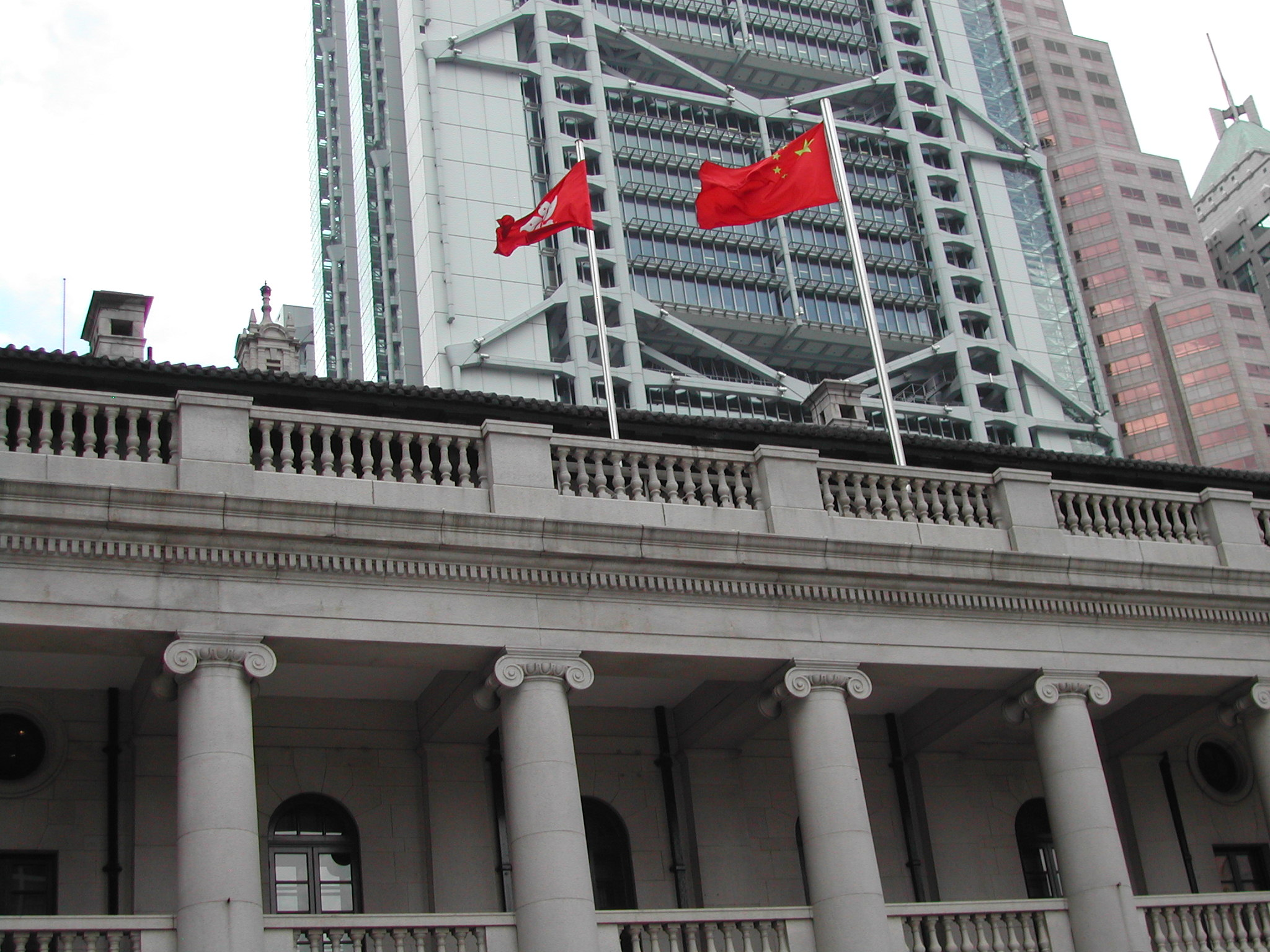
Флаг Гонконга и флаг КНР вывешены вместе на старом здании Законодательного совета

Флаг Гонконга ежедневно поднимается в официальной резиденции главного министра Гонконга, в здании правительства, в гонконгском аэропорте Чхеклапкок и на всех пограничных переходах и пунктах входа в Гонконг. На основных государственных зданиях, таких как офис главного министра, Исполнительный совет, Суд последней инстанции, Высокий суд, Законодательный совет, и на заграничных зданиях Hong Kong Economic and Trade Office флаг вывешивается в рабочие дни. Другие государственные здания, такие как госпитали, школы, управления департаментов, спортивные площадки и места проведения культурных мероприятий, должны вывешивать флаг по таким случаям, как День образования КНР (1 октября), День образования САР (1 июля), и в Новый год. Флаг должен подниматься в 8:00 и спускаться в 18:00. Поднятие и спуск флага должны производиться медленно; он должен достичь вершины флагштока при поднятии и не может опускаться до земли при спуске. Флаг может быть не вывешен при неблагоприятных погодных условиях. Флаг Гонконга, который повреждён, испорчен, поблёкнул или отходит от стандарта, не должен быть показан или использован.

### Использование вместе с флагом КНР
При любом одновременном использовании флага Гонконга с флагом КНР последний должен развеваться по центру, над флагом Гонконга или же в более заметной позиции, чем у регионального флага. Флаг Гонконга должен быть меньше в размере, чем флаг КНР, и должен находиться по левому краю от него. Когда флаги используются в здании, левая и правая сторона смотрящего на флаг человека, обращённого спиной к стене, используются как опорные точки для левой и правой сторон флага. Когда флаги используются за пределами здания, левая и правая сторона человека, стоящего перед зданием и смотрящего на главный вход, используются как опорные точки. Флаг КНР должен подниматься перед флагом Гонконга, и он должен опускаться после флага Гонконга.
Исключением данного правила являются церемонии награждения на спортивных событиях, таких как Олимпийские и Летние Азиатские игры. Так как Гонконг продолжает участвовать в них отдельно от материкового Китая, если атлет из Гонконга выиграет золотую медаль, а атлет из материкового Китая — серебряную, флаг Гонконга будет поднят в центре над флагом КНР во время церемонии награждения.

### Использование приспущенным

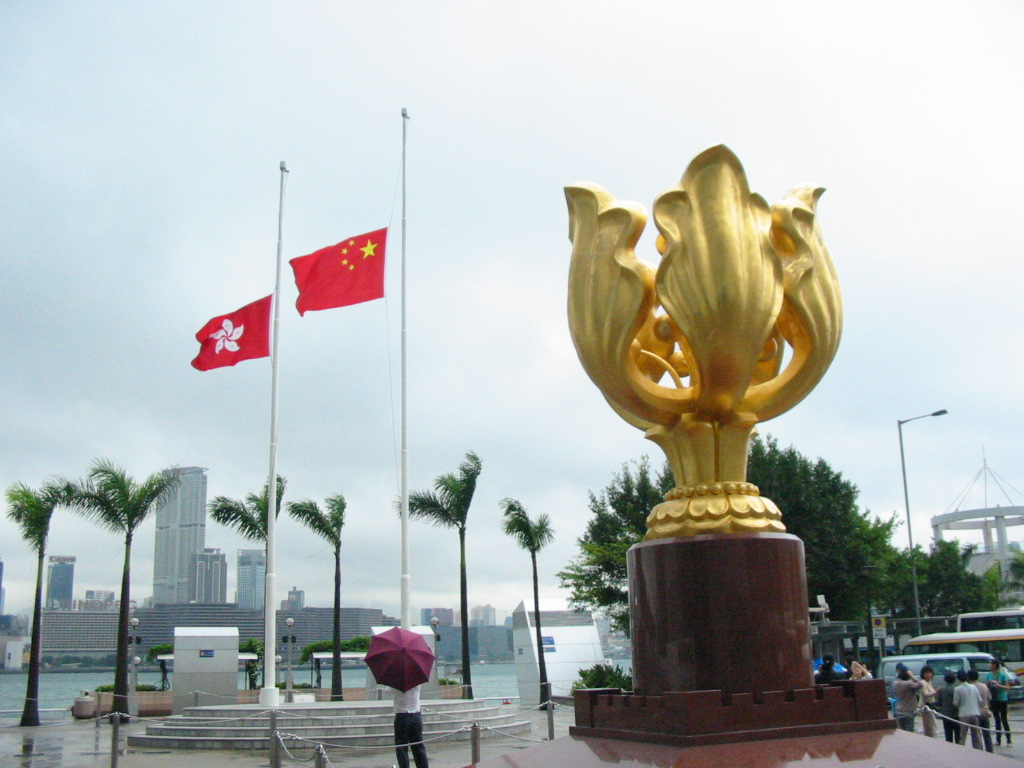
Приспущенные флаги Гонконга и КНР в траур по жертвам Сычуаньского землетрясения

Флаг Гонконга должен быть приспущен в траур по следующим людям:
- Председатель Китайской Народной Республики;
- Председатель Постоянного комитета Всекитайского собрания народных представителей;
- Премьер Государственного совета[англ.];
- Председатель Центрального военного совета[англ.];
- Председатель Народного политического консультативного совета Китая;
- Люди, сделавшие значительный вклад в Китайскую Народную Республику (по решению главного министра, согласованному с Госсоветом КНР);
- Люди, сделавшие значительный вклад в дело мира или прогресса (по решению главного министра, согласованному с Госсоветом КНР);
- Люди, сделавшие значительный вклад в Гонконг по мнению главного министра, или люди, по которым главный министр считает необходимым приспустить флаг.

Флаг также может быть приспущен, когда главный министр по согласованию с Госсоветом КНР или по своему решению указывает приспустить флаг в случаях событий или природных бедствий, повлёкших за собой тяжёлые потери. Когда флаг вывешивают полуспущенным, сначала он должен быть поднят до самого верха древка, а затем опущен до точки, относительно которой расстояние между верхом флага и верхом древка будет равно трети длины последнего. Когда флаг опускается, будучи полуспущенным, его сначала следует поднять до верха древка, а затем уже опустить.

### Запрет на использование и надругательство над флагом

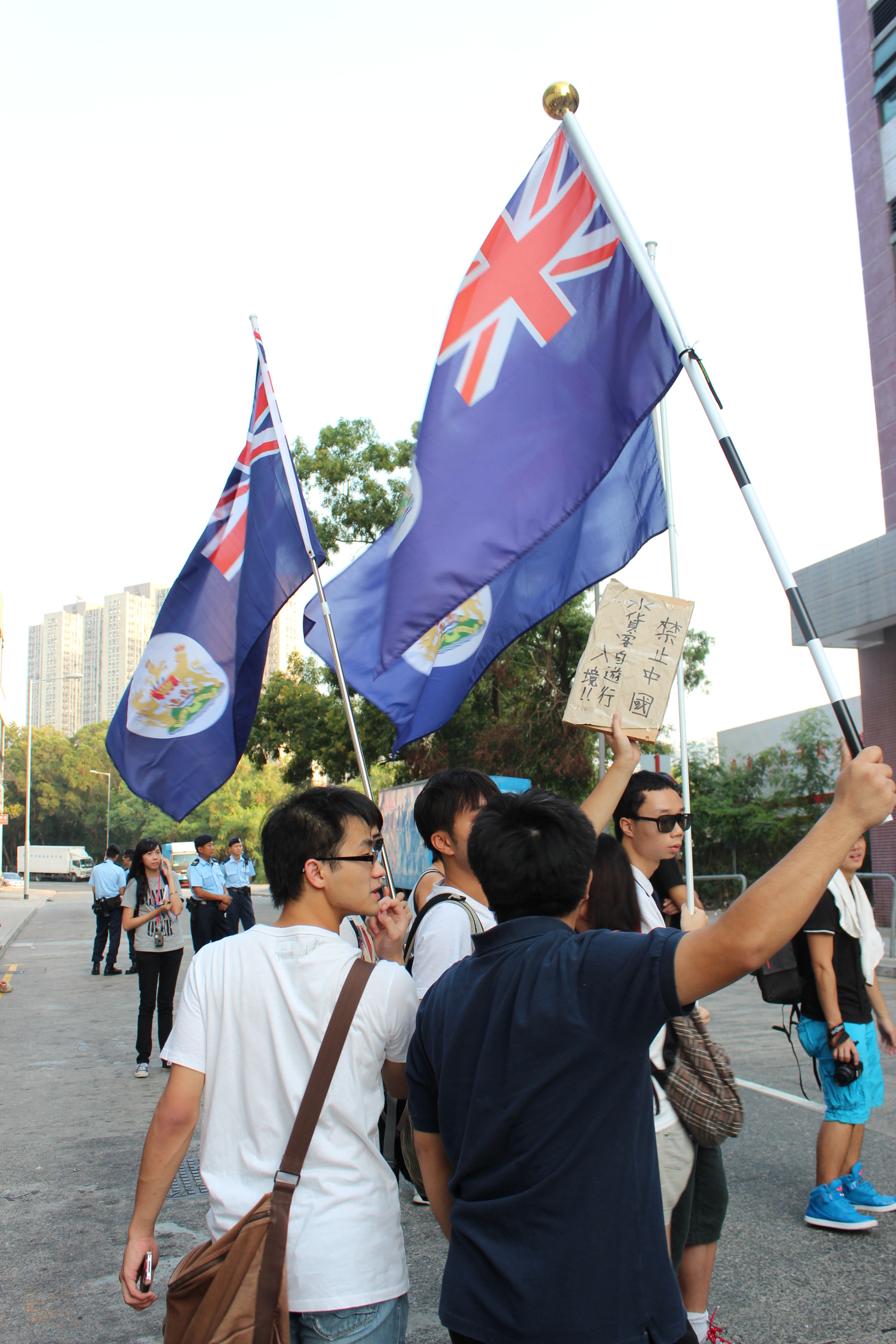
Протестующие используют британский колониальный флаг на митинге в 2012 году

Указ о региональном флаге и региональной эмблеме оговаривает запрещённые способы использования и запрещает надругательство над флагом; в нём также указывается, что использование флага в ненадлежащей манере или надругательство над флагом является наказуемым деянием. Согласно указу, флаг не может быть использован в рекламе или торговых марках, а публичное и умышленное сожжение, искажение, рисование, загрязнение и растаптывание флага считается надругательством над ним. Аналогичный указ действует и по отношению к флагу КНР. В оговорках, сделанных в 1997 году, главный министр обозначил, что использование флага «в любой торговой, ремесленной или профессиональной деятельности или в логотипе, печати или эмблеме любой неправительственной организации» также запрещено до вынесения соответствующего разрешения.
Первый случай надругательства над флагом произошёл в 1999 году. Протестующие Ын Кунсиу (иер. трад. 吳恭劭, ютпхин: Ng4 Gung1siu6) и Лэй Киньёнь (иер. трад. 利建潤, ютпхин: Lei6 Gin3jeon6) написали слово «shame» (рус. стыд) на флагах КНР и Гонконга и были осуждены по нарушению указов о национальном флаге и национальной эмблеме и о региональном флаге и региональной эмблеме. Апелляционный суд отменил вердикт, руководствуясь тем, что данные указы излишне ограничивают свободы слова и идут вразрез и с Основным законом, и с Международным пактом о гражданских и политических правах. При последовавшей апелляции Суд последней инстанции сохранил изначальный обвинительный приговор, руководствуясь тем, что данное ограничение на свободу слова является оправданным, так как защита флагов влияет на национальное единство и территориальную целостность, а запрет относится к форме выражения идей, не влияя на свободу выразить то же сообщение другими способами.
Лён Квок-хун (иер. трад. 梁國雄, ютпхин: Loeng4 Gwok3hung4), член Законодательного совета и политический активист Гонконга, был наказан за загрязнение флага в феврале 2001 года, до прохождения в Законодательный совет. Он был обвинён в трёх случаях надругательства над флагом — в двух инцидентах 1 июля 2000 года, на третью годовщину передачи Гонконга Китаю, и в одном инциденте 9 июля того же года во время протестов против проведения выборов Избирательного комитета, коллегии выборщиков, выбирающих главного министра Гонконга. Он был отпущен под залог в 3000 гонконгских долларов при гарантии хорошего поведения в течение 12 месяцев.
Чжу Жунчан (кит. трад. 朱榮昌, пиньинь Zhū Róngchāng), фермер с материкового Китая, был заключён под стражу на три недели после поджога китайского флага в Гонконге. Он был обвинён в «публичном и преднамеренном» сожжении китайского флага на площади Золотой Баугинии в центре Гонконга. 74-летний китаец стал третьим обвинённым в надругательстве над китайским флагом и первым заключённым в тюрьму по данному закону.
В начале 2013 года протестующие вышли на улицы со старым колониальным флагом, требуя больше демократии и отставки главного министра Ляна Чжэньина. Использование флага вызвало озабоченность китайских властей, и Лян потребовал его прекратить. Несмотря на призывы Ляна, старые флаги не подвергаются никаким ограничениям, кроме запрета вывешивать их на флагштоках, и свободно продаются и производятся в территории.

## История

### Исторические флаги

Первый колониальный флаг Гонконга

Колониальный флаг Гонконга, использовавшийся с 1959 по 1997 год

До передачи Гонконга Китаю флагом Гонконга был синий кормовой флаг. Флаг британского Гонконга претерпевал некоторые изменения в последние полтора столетия.
В 1843 году была введена эмблема Гонконга. Её оформление основывалось на местном пейзаже берега; три местных торговца со своими товарами находились на переднем плане, в середине — парусный корабль и джонка, в то время как фон состоял из конусообразных холмов и облаков. В 1868 году был выпущен гонконгский синий кормовой флаг с эмблемой, основанной на этом «местном пейзаже», но данный флаг был отвергнут губернатором Гонконга Ричардом Грейвзом Макдоннеллом.
В 1870 году колониальным секретарём была предложена эмблема с белой короной над буквами «HK». Тремя годами позже буквы «HK» были убраны, а корона стала цветной. Неясно, как в это время выглядела эмблема, но скорее всего там не было «местного пейзажа». Вместо этого там должна скорее всего была корона, вместе с которой могли быть буквы «HK». В 1876 году эмблема с «местным пейзажем» была возвращена в синий кормовой флаг с разрешения Адмиралтейства.
В 1955 году эмблема с «местным пейзажем» была переработана. Новая эмблема была похожей на эмблему 1876 года, но направление взгляда на ней было немного ниже, а холм на левой стороне был отрисован более реалистично. Гора, корабль и джонка были отрисованы более рельефно.
Герб Гонконга был предоставлен 21 января 1959 года Геральдической палатой Лондона. Флаг Гонконга был переработан в том же году для включения герба. Это оформление официально использовалось с 1959 года до передачи Гонконга Китаю в 1997 году. С тех пор колониальный флаг был принят протестующими на ежегодных маршах 1 июля за всеобщее избирательное право как «символ антагонизма по отношению к материку», вместе с синим флагом с гербом, используемым сторонниками независимости Гонконга.
| Флаг | Время использования | Использование                                                                               | Описание |
| ---- | ------------------- | ------------------------------------------------------------------------------------------- | --- |
|      | 1843—1868           | Нет официального флага                                                                      | «Юнион Джек» развевался во время изначальной передачи колонии в 1841 году, а эмблема, найденная во флаге 1870 года, использовалась правительством также с 1843 года. |
|      | 1870—1876           | Флаг британского Гонконга                                                                   | Английский кормовой флаг с короной и буквами «HK» под ней. |
|      | 1876—1941 1945—1955 | Флаг британского Гонконга                                                                   | Английский кормовой флаг с местным пейзажем. |
|      | 1941—1945           | Флаг Японии                                                                                 | Военная оккупация Японской империей. |
|      | 1955—1959           | Флаг британского Гонконга                                                                   | Английский кормовой флаг с местным пейзажем. |
|      | 1959—1997           | Флаг британского Гонконга                                                                   | Английский кормовой флаг с гербом Гонконга (1959—1997). |
|      | 1959—1997           | Неофициальный красный кормовой флаг, использовавшийся до передачи Гонконга КНР в 1997 году. | Красный кормовой флаг с гербом Гонконга (1959—1997). |
|      | 1986—1999           | Флаг Регионального совета                                                                   | Стилизованная белая «R» под углом в 45° на тёмно-зелёном фоне. |
|      | 1960-е — 1999       | Флаг Городского совета                                                                      | Упрощённая белая Bauhinia blakeana на фоне цвета маджента. |

### Нынешнее оформление
Перед передачей Гонконга в период с 20 мая 1987 года по 31 марта 1988 года был объявлен конкурс среди жителей Гонконга по выбору символики для постколониального Гонконга. Было подано 7147 предложений по оформлению, среди которых 4489 относились к флагу. Архитектор Хо Тхоу был выбран одним из судей жюри по выбору флага. Он вспоминает, что некоторые из предложенных вариантов были скорее смешными или политически странными: «Один из вариантов имел серп и молот на одной стороне и символ доллара на другой». Некоторым вариантам было отказано, так как они содержали в себе защищённые авторским правом материалы, например, эмблемы Городского совета, Hong Kong Arts Festival и Hong Kong Tourism Board. Шесть вариантов стали финалистами по решению судей, но позднее они все были отвергнуты Китаем. У Хо и двух других судей было попрошено предоставить новые предложения.
В поисках вдохновения Хо направился в сад и подобрал цветок Bauhinia blakeana. Рассматривая симметрию пяти лепестков и то, как они завиваются, Тао Хо ощутил динамику узора. Это навеяло ему мысль включить цветок во флаг для представления Гонконга. Этот вариант флага был принят 4 апреля 1990 года на 3-й сессии 7-го созыва Всекитайского собрания народных представителей, а впервые флаг был поднят через секунды после полуночи 1 июля 1997 года вместе с флагом КНР под звуки китайского гимна, «Марша добровольцев». «Юнион Джек» и колониальный флаг Гонконга были спущены за секунды до полуночи под звуки гимна Великобритании.

Некоторые из предложений с конкурса 1987–1988 годов